# Saint-Jean-d’Arves
Saint-Jean-d’Arves – miejscowość i gmina we Francji, w regionie Owernia-Rodan-Alpy, w departamencie Sabaudia.
Według danych na rok 1990 gminę zamieszkiwały 203 osoby, a gęstość zaludnienia wynosiła 3 osób/km² (wśród 2880 gmin regionu Rodan-Alpy Saint-Jean-d’Arves plasuje się na 1424. miejscu pod względem liczby ludności, natomiast pod względem powierzchni na miejscu 35.).

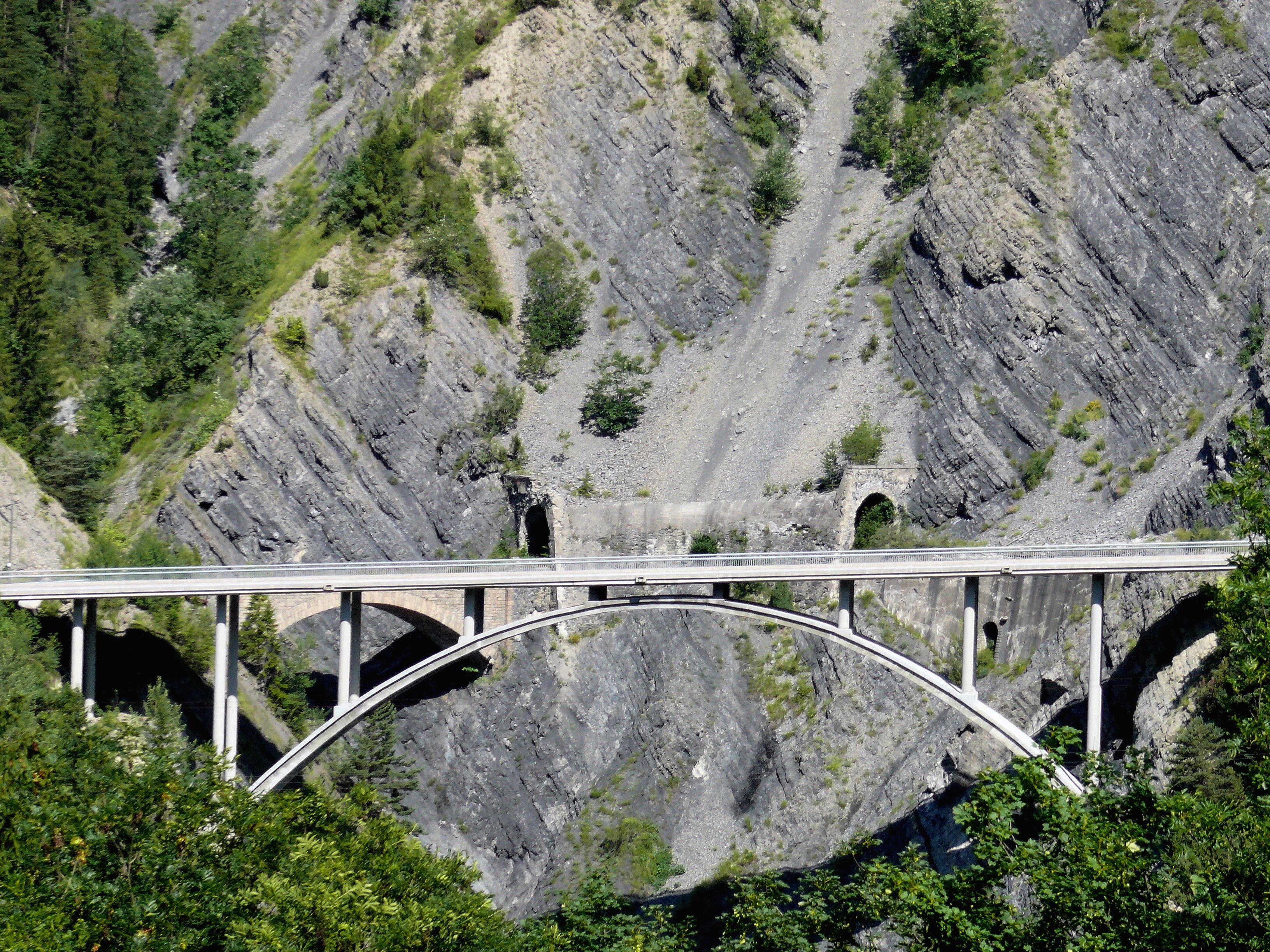
Wiadukt i tunel w Saint-Jean-d’Arves, 2008
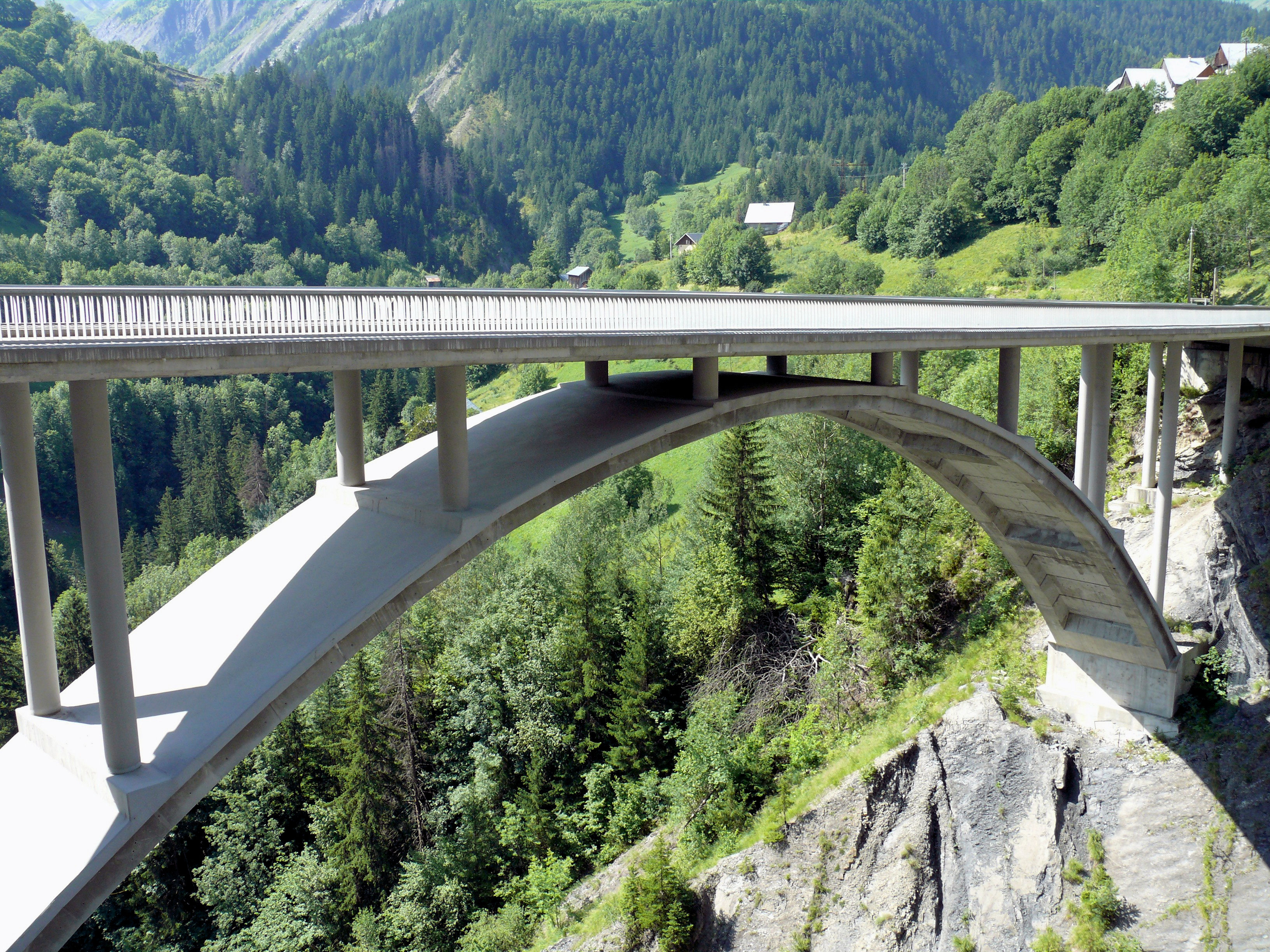
Wiadukt w Saint-Jean-d’Arves, 2008